# Aud Egede-Nissen

Aud Egede Nissen vor 1930 auf einer Fotografie von Alexander Binder

Aud Egede-Nissen, auch als Aud Richter bekannt, (* 30. Mai 1893 in Bergen, Norwegen; † 15. November 1974 in Oslo) war eine norwegische Stummfilmschauspielerin und Theaterregisseurin.

## Leben
Aud Egede-Nissen wurde als älteste Tochter des Postbeamten und späteren Politikers Adam Egede-Nissen und Georga «Goggi» Wilhelma Egede-Nissen in Bergen geboren. 1913 debütierte sie im dänischen Film Wenn die Liebe spricht (Scenens børn, Bjørn Bjørnson). 1914 spielte sie erstmals im deutschen Film, der zu ihrer beruflichen Heimat wurde. Sie spielte zunächst vornehmlich in Unterhaltungsfilmen, 1917 unter dem Regisseur Max Mack in Die Lieblingsfrau des Maharadscha. Ihre Rollen tendierten dann mehr zu verführerischen Frauen mit Negativtouch. Bereits 1916 hatte sie in Otto Ripperts sechsteiligem Werk Homunculus gespielt. Das Klischee der Verruchtheit bedient sie auch in Sumurun (1920, Ernst Lubitsch), als Tänzerin Cara Carozza in Dr. Mabuse, der Spieler (1922, Fritz Lang) und in Friedrich Wilhelm Murnaus Phantom (1922). Folgerichtig erscheint daher ihre Besetzung als Prostituierte in Karl Grunes Die Straße (1923) und in dem Sozialdrama Die Verrufenen (1925) von Gerhard Lamprecht. Der Tonfilm beendet ihre Karriere in Deutschland, auch in Norwegen trat sie nur in zwei Filmen Anfang der 1940er-Jahre auf.
Egede-Nissen fand stattdessen unter dem Namen Aud Richter im norwegischen Theater ihr Hauptbetätigungsfeld. Ihr Debüt als Theaterregisseurin hatte sie 1939 an der Seite des norwegischen Regisseurs, Journalisten, Drehbuchautor und Schriftstellers Arne Skouen mit dem Schauspiel Ansikt mot ansikt (Von Angesicht zu Angesicht) im Osloer Søilen Teater. Zu Beginn des Zweiten Weltkrieges war sie als Regisseurin an Den Nationale Scene in Bergen tätig und anschließend auch am Oslo Nye Teater und am Nationaltheatret in Oslo sowie am Rogaland Teater in Stavanger. Von 1955 bis 1962 war sie überwiegend am Nationaltheatret tätig, wo sie als Theaterregisseurin neun verschiedene Aufführungen inszenierte. Ihre erfolgreichste Arbeit war 1959 eine Inszenierung der Komödie Det lykkelige valg von Nils Kjær am Nationaltheatret und an Den Nationale Scene.
Aud Egede-Nissen war mit den Schauspielern Georg Alexander und Paul Richter verheiratet. Ihr Sohn Georg Richter aus der ersten Ehe mit Georg Alexander wurde ebenfalls Schauspieler und Filmproduzent. Auch vier ihrer Schwestern und zwei ihrer Brüder arbeiteten als Schauspieler: Gerd Grieg (1895–1988), Ada Kramm (auch Ada van Ehlers; 1899–1981), Oscar Egede-Nissen (1903–1976), Stig Egede-Nissen (1907–1988), Lill Egede-Nissen (1909–1962) und Gøril Havrevold (1914–1992).

## Filmografie (Auswahl)
- 1914: Die Filmprinzessin
- 1914: Teddy ist herzkrank
- 1914: Mobilmachung in der Küche
- 1915: Amor im Quartier
- 1915: Kaliber fünf Komma zwei
- 1915: Das Abenteuer des van Dola
- 1915: Das Geheimnis der Mumie
- 1915: Lisas Opfer
- 1916: Das Wiegenlied
- 1916: Das Phantom der Oper
- 1916: Amarant
- 1916: Homunculus
- 1916: Teddy im Schlafsofa
- 1917: Das Verhängnis der schönen Susi
- 1918: Heddys Meisterstreich
- 1920: Sumurun
- 1920: Das Geheimnis der Chrysanthemen
- 1920: Anna Boleyn
- 1920: Die geschlossene Kette
- 1920: Künstlerlaunen
- 1920: Die Lieblingsfrau des Maharadscha, 3. Teil
- 1922: Sterbende Völker (2 Teile)
- 1922: Dr. Mabuse, der Spieler (2 Teile)
- 1922: Phantom
- 1923: Die Austreibung
- 1923: Die Straße
- 1924: Carlos und Elisabeth
- 1925: Die Verrufenen
- 1925: Pietro, der Korsar
- 1925: Die rote Maus
- 1926: Menschen untereinander
- 1926: In Treue stark
- 1926: Das Panzergewölbe
- 1926: Die Villa im Tiergarten
- 1927: Der König der Mittelstürmer
- 1928: Schneeschuhbanditen (Bergenstoget plyndret inatt)
- 1929: Die Frau im Talar
- 1930: Der weiße Gott (Eskimo)
- 1931: Zwischen Nacht und Morgen
- 1941: Hansen og Hansen
- 1942: Trysil-Knut